# Botoš
Botoš (serbisch-kyrillisch Ботош, ungarisch Bótos, deutsch Botosch, rumänisch Boka) ist ein Ort im serbischen Banat und gehört zur Opština Zrenjanin.

## Demografie
In Botoš leben nach einer Volkszählung aus dem Jahr 2002 insgesamt 1698 volljährige Personen in 750 Haushalten. Das Durchschnittsalter der Einwohner liegt bei 40,9 Jahren (38,4 bei der männlichen und 43,5 bei der weiblichen Bevölkerung). Das Dorf hat eine serbische Mehrheit und verzeichnet eine kontinuierlich sinkende Einwohnerzahl.
| Bevölkerungsentwicklung |           |
| Jahr                    | Einwohner |
| 1948                    | 3019      |
| 1953                    | 3198      |
| 1961                    | 3305      |
| 1971                    | 2820      |
| 1981                    | 2569      |
| 1991                    | 2349      |
| 2002                    | 2148      |

## Religion
Im Botoš stehen zwei Serbisch-orthodoxe Kirchen. Die kleinere Kirche zur Geburt des Hl. Johannes des Täufers, eines unbekannten Baudatums. Im Volksmund wird die Kirche Namastir genannt. Und die größere von 1780 bis 1783 erbaute Mariä-Geburt-Kirche. Die Kirchen gehören zum Dekanat Sečanj der Eparchie Banat der Serbisch-orthodoxen Kirche.